# Канада на Зимским олимпијским играма 1924.
Канада је учествовала на првим Зимским олимпијским играма одржаним 1924. године у Шамонију, Француска. То су уједно биле и прве Зимске игре на којима су учествовали канадски спортисти. Канада је учествовала у 8 спортских дисциплина од укупно 3 спорта у којима су учествовали: Хокеју на леду, уметничком клизању и брзинском клизању. Једина медаља, златна, је освојена у Хокеју на леду.
Канадска прва златна олимпијска медаља са Зимских олимпијских игара је дошла у хокеју на леду. Иначе Канда је већ освојила злато на Олимпијадама у хокеју на леду, али је то било 4 године раније на Летњим олимпијским играма. Канаду је представљао хокејашки тим из Торонта Торонто гранитс и они су победили све своје противнике у пет сусрета које су одиграли и то са феноменалним укупном гол-разликом 110:3. Право да представљају Канаду на Олимпијским играма гранитси су изборили победом у Алан купу 1922. и 1923. године. Најпознатији играчи тадашњице су били Хари Вотсон, Данк Мунро и Хули Смит.
На играма у Шамонију, Канади није свирана државна химна већ „Јаворов лист заувек“ (The Maple Leaf Forever) и канадска такозвана Црвена застава (The Canadian Red Ensign) је подигнута приликом церемоније доделе медаље.

### Освојене медаље на ЗОИ
| Освојене медаље канадских спортиста на ЗОИ 1924. |                      |       |        |        |        |
| Спортиста                                        | Спорт                | Злато | Сребро | Бронза | Укупно |
| Хокеј на леду                                    | Хокеј на леду, мушки | 1     | 0      | 0      | 1      |
| Укупно                                           | 1                    | 1     | 0      | 0      | 1      |

## Уметничко клизање
Мушки
| Клизач        | Дисциплина        | CF | FS | Поена  | Позиција | Пласман |
| ------------- | ----------------- | -- | -- | ------ | -------- | ------- |
| Мелвил Роџерс | Мушки појединачно | 7  | 8  | 269.82 | 51       | 7       |

Жене
| Клизачица  | Дисциплина       | CF | FS | Поена  | Позиција | Пласман |
| ---------- | ---------------- | -- | -- | ------ | -------- | ------- |
| Сесил Смит | Жене појединачно | 5  | 5  | 230.75 | 44       | 6       |

Парови
| Клизачи                  | Поена | Скор | Пласман |
| ------------------------ | ----- | ---- | ------- |
| Сесил Смит Мелвил Роџерс | 41    | 9.11 | 7       |

## Брзо клизање
Мушки
| Дисциплина | Клизач       | Трка              | Трка     |
| Дисциплина | Клизач       | Време             | Позиција |
| ---------- | ------------ | ----------------- | -------- |
| 500        | Чарли Горман | 45.4              | 7        |
| 1500       | Чарли Горман | 2:35.4            | 11       |
| 5000       | Чарли Горман | Није завршио трку | –        |

Укупно 

Дистанце: 500m; 1.000m; 5.000m & 10.000m.
| Клизач       | После 1 | После 1 | После 1  | После 2           | После 2           | После 2           | После 3           | После 3           | После 3           | Укупно            | Укупно            | Укупно            |
| Клизач       | Поена   | Скор    | Позиција | Поена             | Скор              | Позиција          | Поена             | Скор              | Позиција          | Поена             | Скор              | Позиција          |
| ------------ | ------- | ------- | -------- | ----------------- | ----------------- | ----------------- | ----------------- | ----------------- | ----------------- | ----------------- | ----------------- | ----------------- |
| Чарли Горман | 4       | 45.40   | 4        | Није завршио трку | Није завршио трку | Није завршио трку | Није завршио трку | Није завршио трку | Није завршио трку | Није завршио трку | Није завршио трку | Није завршио трку |

## Хокеј на леду
У прелиминарним фазама репрезентација Канаде се практично прошетала. Победила је Чехословачку са 30:0, Шведску са 22:0 и Швајцарску са 33:0. Са друге стране у групи Б репрезентација САД такође је глатко прошла групу и пласирала се у групу за медаље. Прву утакмицу Канада је добила се 11:0 против Шведске и са 19:2 против Британаца у полуфиналу.
У финалу Канада се састала са репрезентацијом САД. Ово је Канађанима био најтежи сусрет на турниру али су га ипак добили са 6:1, и освојили своју прву златну медаљу а Вотсон је био проглашен најбољим играчем турнира.

### Група А
Две првопласиране репрезентације сусе квалификовале за следећу рунду такмичења..
| Репрезентација | Ут | По | Из | ГД | ГП |
| -------------- | -- | -- | -- | -- | -- |
| Канада         | 3  | 3  | 0  | 85 | 0  |
| Шведска        | 3  | 2  | 1  | 18 | 25 |
| Чехословачка   | 3  | 1  | 2  | 14 | 41 |
| Швајцарска     | 3  | 0  | 3  | 2  | 53 |

| 28. јануар | Канада | 30:0 (8:0,14:0,8:0)  | Чехословачка |
| 29. јануар | Канада | 22:0 (5:0,7:0,10:0)  | Шведска      |
| 30. јануар | Канада | 33:0 (8:0,11:0,14:0) | Швајцарска   |

### Финална рунда
Резултати из групне фазе са утакмица Канада-Шведска и САД-Уједињено Краљевство су пренесени у завршну рунду.
| Поз | Репрезентација   | Ут | По | Из | ГД | ГП |
| --- | ---------------- | -- | -- | -- | -- | -- |
| 1.  | Канада           | 3  | 3  | 0  | 47 | 3  |
| 2.  | Сједињене Државе | 3  | 2  | 1  | 32 | 6  |
| 3.  | Велика Британија | 3  | 1  | 2  | 6  | 33 |
| 4.  | Шведска          | 3  | 0  | 3  | 3  | 46 |

| 1. фебруар | Канада | 19:2 (6:2,6:0,7:0) | Велика Британија |
| 3. фебруар | Канада | 6:1 (2:1,3:0,1:0)  | Сједињене Државе |

### Голгетер
| Тим         | Ут | Гол | Асист | Поена |
| ----------- | -- | --- | ----- | ----- |
| Хари Вотсон | 5  | 37  | 9     | 46    |